# Terry Devine-King
Terry Howard Devine-King (* 1965) ist ein britischer Komponist.

## Karriere
Seine musikalische Karriere begann Terry Devine-King als Keyboarder, unter anderem für die Ensembles Cutting Crew und The Style Council. Er hatte mehrere eigene Projekte in verschiedenen Genres und gründete 1995 sein eigenes Studio in London. Seit dieser Zeit etablierte er sich als Komponist für Musik in Fernsehen und Werbung und wird heute als einer der führenden britischen Komponisten in diesem Bereich gesehen. Er ist beim Londoner Musikunternehmen Audio Network unter Vertrag, für das er bereits hunderte Titel in verschiedenen Stilrichtungen schrieb.
In Deutschland erlangte seine Komposition Breakfast Briefing aus dem Album Broadcast News Bekanntheit, das in der Satire-Sendung heute-show als Titelmelodie gespielt wird.

## Werk
Devine-Kings Kompositionen waren in zahlreichen (Werbe-)Filmen, Trailern und Spielen zu hören, darunter in der BBC-Serie The lost Kingdoms of South America, im Videospiel Heavy Rain und den Filmen John Carter – Zwischen zwei Welten, Iron Man und From Paris with Love. Neben seiner Arbeit bei Audio Network führte er zahlreiche Orchesterprojekte in den Abbey Road Studios durch.